# Марко Павловски
Марко Павловски (Београд, 7. фебруар 1994) је српски фудбалер.

## Клупска каријера
Павловски је у млађим категоријама играо прво за Раднички са Новог Београда а затим и за ОФК Београд. За први тим клуба са Карабурме је дебитовао у последњем колу такмичарске 2010/11. У наредном периоду је, иако врло млад, добијао доста прилике да игра у Суперлиги Србије. Његов таленат су приметили из екипе Порта, па је Павловски преко кипарског Аполона, у лето 2013. године стигао у португалски клуб. У јакој конкуренцији, пре свих Јужноамериканаца, Павловски је углавном играо за Порто Б током две године, али није успео да заслужи прекоманду у први тим. Био је 2015. на позајмици у Мускрону у Белгији, па се вратио у ОФК Београд накратко, а у сезони 2016/17. је био играч Сплита где је наступио на 24 меча у хрватској Првој лиги. Уследио је нови повратак у Србију крајем августа 2017. године, и то у Вождовац. За овај клуб је током сезоне 2017/18. одиграо само десет мечева (9 у првенству и један у купу) пре него што је раскинуо уговор. У септембру 2018. године је потписао за португалског друголигаша Варзим. У сезони 2018/19. је био стандардан првотимац али је у првом делу наредне 2019/20. забележио само два наступа па је у јануару 2020. уговор раскинут. Средином фебруара 2020. је потписао уговор са Динамом из Минска. Током 2021. и 2022. године је играо у литванској А лиги, прво у Ритерјају а затим у Судуви. У фебруару 2023. потписао је за подгоричку Будућност. Клуб је напустио у августу исте године.

## Репрезентација
Са репрезентацијом Србије до 19 година је освојио Европско првенство 2013. године у Литванији. Био је капитен и стартер у свих пет утакмица, а против Француске у групи је дао и гол.